# Sybil Atteck
Sybil Marjorie Atteck (3 tháng 2 năm 1911 - 1975) là một họa sĩ người Trinidadia tiên phong được biết đến với các tác phẩm thể loại màu nước. Bà được tôn vinh là "nữ họa sĩ xuất sắc" đầu tiên của Trinidad và Tobago và là thành viên sáng lập của Hiệp hội nghệ thuật Trinidad và Tobago, tổ chức nghệ thuật lâu đời nhất ở Caribbean.

## Tiểu sử
Là người gốc Rio Claro, Atteck cùng gia đình chuyển đến Port of Spain khi bà còn ở tuổi thiếu niên. Ở đó, cô theo học tại trường trung học Bishop Anstey, và tham gia vào nhiều hoạt động nghệ thuật, với sự khuyến khích của bà ngoại. Năm 1928, bà gia nhập Cục Thực vật của Bộ Nông nghiệp, nơi bà bắt đầu cho ra đời các bản vẽ khoa học về hoa. Một số trong số này đã được trưng bày bởi Hiệp hội Độc lập Trinidad vào năm 1930.
Năm 1934, Atteck tới Anh, để học tại Đại học Bách khoa Regent ở London. Khi trở về Trinidad, bà đã trở lại vị trí cũ. Atteck đi du học một lần nữa, vào năm 1943, khi bà theo học tại trường Mỹ thuật, Đại học Washington, và một lần nữa vào năm 1948, khi bà học tại Escuela de Belles Artes ở Lima. Trong thời gian trước đây, bà đã học với Max Beckmann, người có ý tưởng có ảnh hưởng sâu sắc đến tác phẩm của bà. Ở Peru, bà đã nghiên cứu về đồ gốm của người Inca, một hình thức mà bà tìm thấy liên quan đến nghệ thuật tiền Columbus ở Caribbean mà bà đã khá quen thuộc.
Về mặt phong cách, Atteck vẫn là một người theo chủ nghĩa \ biểu hiện trong phần lớn sự nghiệp của mình, điều này đã đưa cho bà gặp những cáo buộc là "phi Trinidadian". Tuy nhiên, bà đã gây ảnh hưởng lớn đến những người cùng thời; Carlisle Chang, Willi Chen, Leo Glasgow, Althea McNish và Nina Squires là một trong những nghệ sĩ chịu ảnh hưởng từ tác phẩm của bà. Năm 1943, Atteck là thành viên sáng lập của Hiệp hội nghệ thuật Trinidad và Tobago.
Atteck qua đời năm 1975.

## Di sản
Vào tháng 4 năm 2011, triển lãm Phụ nữ và Nghệ thuật - Hành trình về quá khứ, Những viễn cảnh về Tương lai đã khai mạc tại Bảo tàng và Phòng triển lãm Nghệ thuật Quốc gia Trinidad, đánh dấu 100 năm Ngày Quốc tế Phụ nữ, được dành riêng cho các tác phẩm của Sybil Atteck trong một trăm năm ngày sinh của bà, và bức tranh Lễ hội Ấn Độ của bà đã được sao chép trên bìa danh mục.

## đọc thêm
- Veerle Poupeye, Nghệ thuật Caribbean, London: Thames và Hudson, 1998.